# 勒穆林峰
45°56′24.2″N 7°10′46.4″E / 45.940056°N 7.179556°E
勒穆林峰（Le Mourin），是瑞士的山峰，位於該國南部，由瓦萊州負責管轄，屬於本寧阿爾卑斯山脈的一部分，海拔高度2,766米，每年平均降雨量1,303毫米。